# Ludovico Simonetta
Ludovico Simonetta (auch Ludovico Simoneta, * um 1500 in Mailand; † 30. April 1568 in Rom) war ein Kardinal der katholischen Kirche.

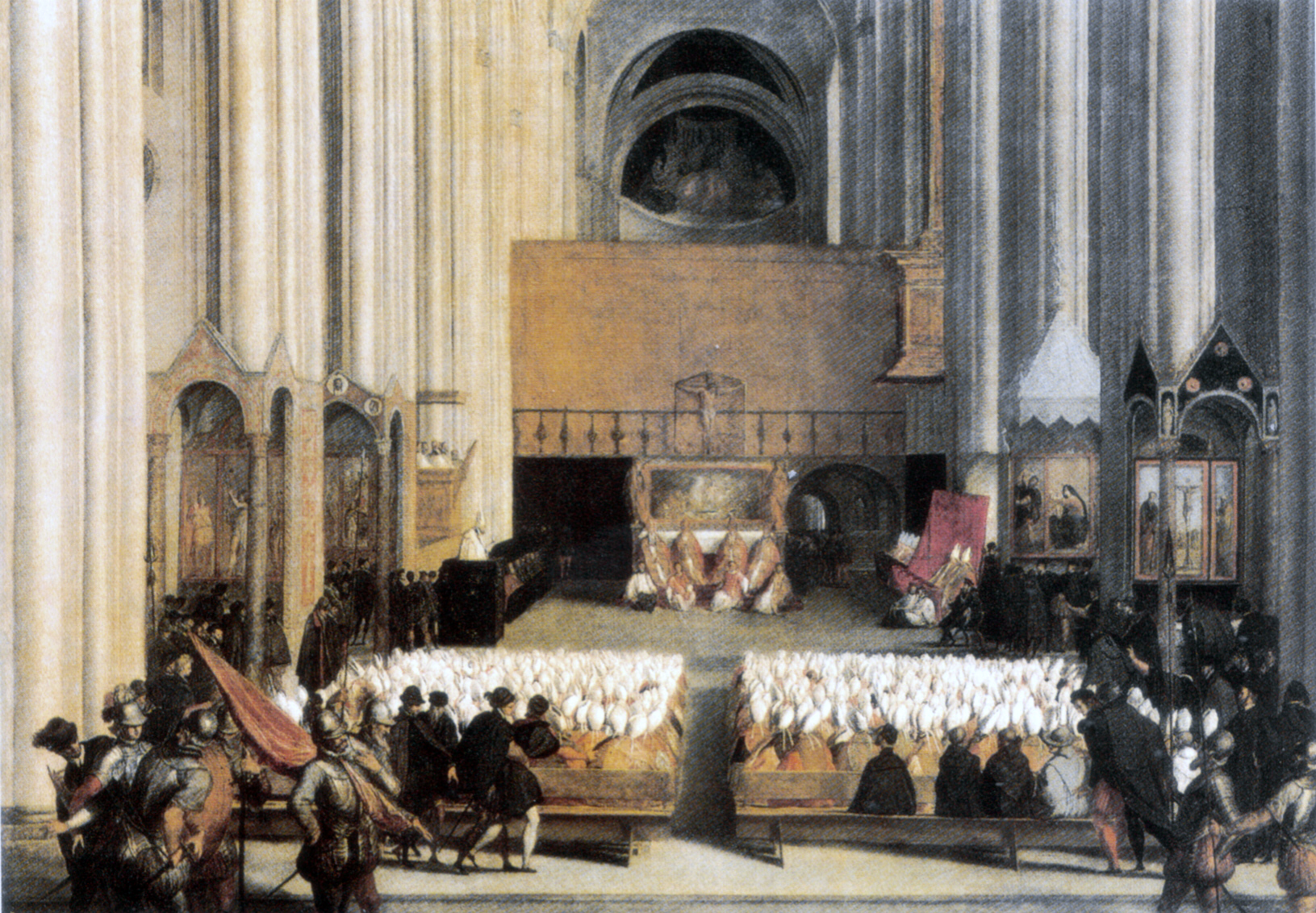
Feierliche Session des Trienter Konzils im Jahr 1563, an der Kardinal Simonetta als einer der Legaten am Präsidententisch (Mitte) teilnahm (zeitgenössisches Gemälde)

## Leben
Ludovico Simonetta war Kanonist und in Mailand und Pavia tätig. Nach dem Verzicht seines Onkels Giacomo Simonetta war er 1537–1561 Bischof von Pesaro und zudem 1540–1549 in Rom als Referendar an der Signatur tätig. 1545–48 nahm er an der 1. Periode des Trienter Konzils teil. 1560 wurde Simonetta Datar Papst Pius’ IV. und von diesem am 26. Februar 1561 in Rom zum Kardinal kreiert, wobei er die Titelkirche San Ciriaco alle Terme Diocleziane erhielt. Als einer der päpstlichen Legaten und Hauptvertreter der kurialen Partei nahm er an der 3. Tagungsperiode des Tridentinums (1562/63) teil. Ab November 1566 war er Kardinalpriester von Sant’Anastasia.